# Ратуша Умео
Ратуша города Умео — здание ратуши в городе Умео, Швеция, построенное после пожара, когда в 1888 году сгорела вся часть города, где располагалась прежняя ратуша, построенная в 1600 году. Новое здание было возведено в стиле голландского ренессанса и было завершено в 1890 году. Архитектором был Фредрик Олаус Линдстрём. Здание ратуши заняло заметное место в новом плане города; она расположена недалеко от берега реки, фасадом обращена на юг, в сторону порта на реке Умеэльвен.

## История

### Первое здание
В XVII веке в Умео было всего несколько общественных зданий — церковь, школа и ратуша. Ратуша находилась на северной стороне площади «Rodhyusturget» (Rådhustorget, «Ратушная площадь») и использовалась судом, городской администрацией и другими государственными учреждениями. В то время ратуша была одноэтажным домом с тремя окнами, выходившими на площадь.

### Второе здание
Во время Северной войны город сжигался русскими войсками дотла несколько раз, но после мира, заключённого в 1721 году, в северной части «Rodkyusturget» была построена новая ратуша. Она имела два этажа и небольшую башню с часами. Первый этаж занимал городской подвал — таверна или ресторан, что часто имело место в ратушах Швеции того времени, и городская долговая тюрьма. На втором этаже находился зал для танцев и небольшой зал собраний. Западное крыло состояло из двух комнат, которые использовались как классы.

### Третье здание
В 1814 году было построено новое и большое здание ратуши, расположенное к северу от площади «Rodhyusturget» с фасадом, выходящим на юг. Здание было спроектировано Самюэлем Энандером, архитектором суперинтендантского Совета (Överintendentsämbetet). В соответствии с Законом 1776 года здания, в которых располагались администрации муниципалитетов, должны быть построены из камня, но для Умео сделали исключение, поэтому здание было построено из дерева.
На первом этаже располагались городской подвал, место для торгов и тюрьма. На восточной стороне на втором этаже находились большой зал и зал с «напитками и закусками». В западной половине на верхнем этаже находились зал собраний для магистратов и повседневный для городских старейшин.
Потолки на втором этаже выше, чем на первом, и фасад здания, который выполнен в стиле ампир, в верхней его части декорирован богаче.

### Новый дизайн
В середине XIX века в Умео наблюдался экономический рост. Здание ратуши было облицовано белым камнем, а на фасаде достроили шесть дорических пилястр. В 1880 году здание стало жилым, в нём также разместилась телеграфная станция.

### Современное здание
Фредрик Олаус Линдстрём, который в 1889—1990 годах создал проект церкви Умео, был нанят для проектирования нового здания ратуши после городского пожара. Линдстрём был вдохновлён голландским ренессансом, традиции которого допускали некоторую асимметрию во внешнем виде построек. Многие башни ратуши в итоге были возведены с большими различиями в высоте и форме. Фасад вышел строгим и был построен из красного кирпича. Порталы, области вокруг окон и другие элементы были возведены из лёгкого песчаника. По соображениям экономии, однако, некоторые элементы здания приходилось возводить из более дешёвых материалов, таких как чугун, и затем окрашивать их масляными красками в тот же цвет, что и окружающая обстановка.
Большой акцент был сделан и на улучшении внешнего вида окрестностей ратуши. В гавани был построен парк с целью придать ратуше монументальный вид.

### Второй вход
Когда в 1890 году к Умео была подведена железная дорога, было решено построить здание станции к северу от ратуши. но посчитали невозможным, чтобы король, сошедший с поезда на дорогу, увидел бы сначала заднюю часть ратуши. По этой причине перед королевским визитом Оскара II в 1896 году был построен второй главный вход в здание, обращённый на север.

### Ниша на западном фронтоне ратуши
2 июля 1892 года Виктор Рюдберг и Георг фон Розен написали рекомендательное письмо в городской совет в поддержку скульптора из Умео Оскара Берга. Берг желал создать статую римской богини правосудия и справедливости. Статуя была включена в проект оформления западной ниши фронтона над входом в старый полицейский участок. По причине высокой стоимости реконструкции здания после пожара 1888 года городской совет решил, что установка такой статуи будет слишком расточительна. Планы Хельмера Ослюнда и Элис Ослюнд по созданию статуи за 500 шведских крон были отвергнуты по той же причине. Таким образом, ниша на западном фронтоне ратуши остаётся пустой и поныне.

### Многофункциональность здания
В ратуше располагается зал заседаний городского совета. Западная часть здания изначально планировалась для размещения органов законодательной, судебной и исполнительной власти — полицейских участков и мест содержания под стражей на первом этаже и зала суда на втором. Позже весь западный край здания использовался районным судом Умео. В течение нескольких лет на первом этаже располагались телеграфная станция и почтовое отделение, а также, в подвале дома, помещения для торгов.

## Бюст-памятник короля Густава II Адольфа
На полпути между главной улицей Сторгатан (Storgatan) и двойной лестницей на южном фасаде городской ратуши (от реки) находится мемориальный бюст основателя Умео — Густава II Адольфа. Бюст выполнен из бронзы и расположен на гранитном постаменте. Постамент имеет медаль с монограммой «GARS» (Gustavus Adolphus Rex Sueciae). Его высота составляет около трёх метров. Бюст был создан Отто Страндманом, его открытие состоялось во время церемонии 20 августа 1924 года совместно с 300-летием Вестерботтенского полка.